# دهکده المپیک (تهران)
دهکده المپیک، یکی از محله‌های شهر تهران است که در غرب تهران قرار دارد و در گذشته نیز بخشی از منطقه ۵ شهرداری تهران بود اما با تقسیم زمین‌های منطقه ۵ و ایجاد منطقه ۲۲، بخشی از این منطقه تازه شد. بافت این محله قدیمی است؛ زیرا این شهرک در دهه ۱۳۴۰ ساخته شده‌است. دهکده المپیک به خاطر کاربری اولیه، معماری خاصی دارد.
نام آن به خاطر بازی‌های آسیایی ۱۹۷۴ در تهران به جا مانده که در واقع محل اسکان ورزشکاران بازی‌ها در این محل بوده است.
در این محله شهرکی با همین نام، شهرک دهکده المپیک وجود دارد که بیش از ۷۰۰ خانوار در آن زندگی می‌کنند که بیشتر آن‌ها از کارکنان وزارت ورزش و جوانان هستند.
بوستان جوانمردان ایران در این دهکده واقع شده است. دانشگاه علامه طباطبایی (از سال ۱۳۸۵ در این مکان است)، سینما دهکده المپیک (تاسیس ۱۳۴۳) و باغ و رودخانه های کن در گوشه خاوری، رشته کوه های البرز در گوشه شمالی و بزرگراه همت در گوشه جنوبی شهرک دهکده المپیک هستند .

## تراکم جمعیت
جمعیت این محله شامل بیش از ۷۰۰ خانوار با جمعیتی برابر ۶۵۷۸ نفر دارای سرای محله است. مساحت این محله ۷/۰۵ کیلومترمربع محاسبه شده‌است. 

## مراکز آموزشی و فرهنگی
در جنوب غربی دهکده، سه ساختمان آموزشی قرار دارند که مدتی ساختمان آموزشی و بعدها به خوابگاه دانشجویان دانشکده تربیت بدنی دانشگاه علامه طباطبایی تبدیل شده‌است. در اوایل جنگ ایران و عراق نیز مهاجرین جنگ‌زده در این ساختمان‌ها اسکان داده شده  که در نهایت در سال ۱۳۸۲، دانشگاه علامه طباطبایی در باختر این محله مستقر می‌شود. در محله دهکده المپیک مدرسه دولتی شهید مطهری در ابتدای شهرک قرار دارد. این منطقه دارای سرای محله است که خود گونه‌ای مرکز آموزشی و فرهنگی است.